# Galàxia nana

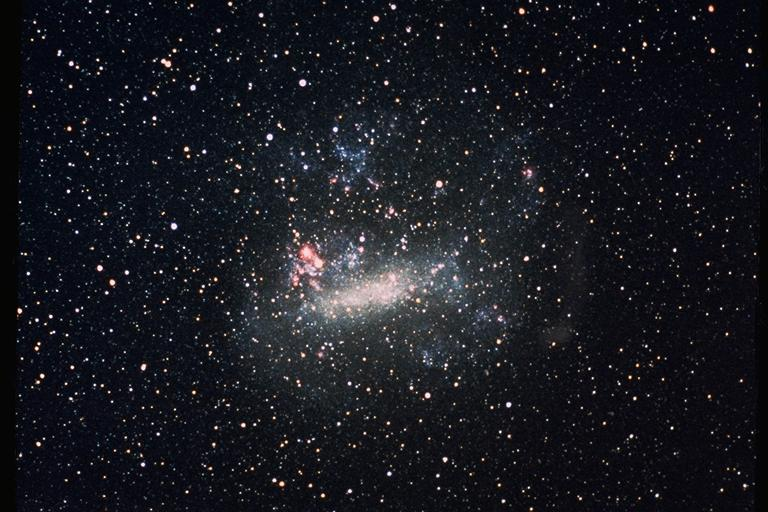
L'Espiral magallànica, una galàxia satèl·lit de la Via Làctia

Una galàxia nana és una galàxia petita composta per diversos milers de milions d'estrelles, un nombre petit en comparació amb la Via Làctia, que conté entre 200 i 400 milers de milions d'estrelles. El Gran Núvol de Magalhães, amb més de trenta mil milions d'estrelles, de vegades és considerada una galàxia nana.
En el Grup Local, les galàxies nanes són el tipus de galàxia més comuna, i es pensa que això és extensible a la resta de l'univers. Sovint, aquestes petites galàxies orbiten al voltant de galàxies majors, com la Via Làctia, la galàxia d'Andròmeda o la galàxia del Triangle. La nostra galàxia té 14 galàxies nanes conegudes orbitant al seu voltant.
Les galàxies nanes poden ser de diferents morfologies: 
- Galàxia el·líptica: galàxia nana el·líptica (de) i el subtipus galàxia nana esferoidal (dSph)
- Galàxia irregular: galàxia nana irregular (dI)
- Galàxia espiral: galàxia nana espiral (dS)[1]

## Formació

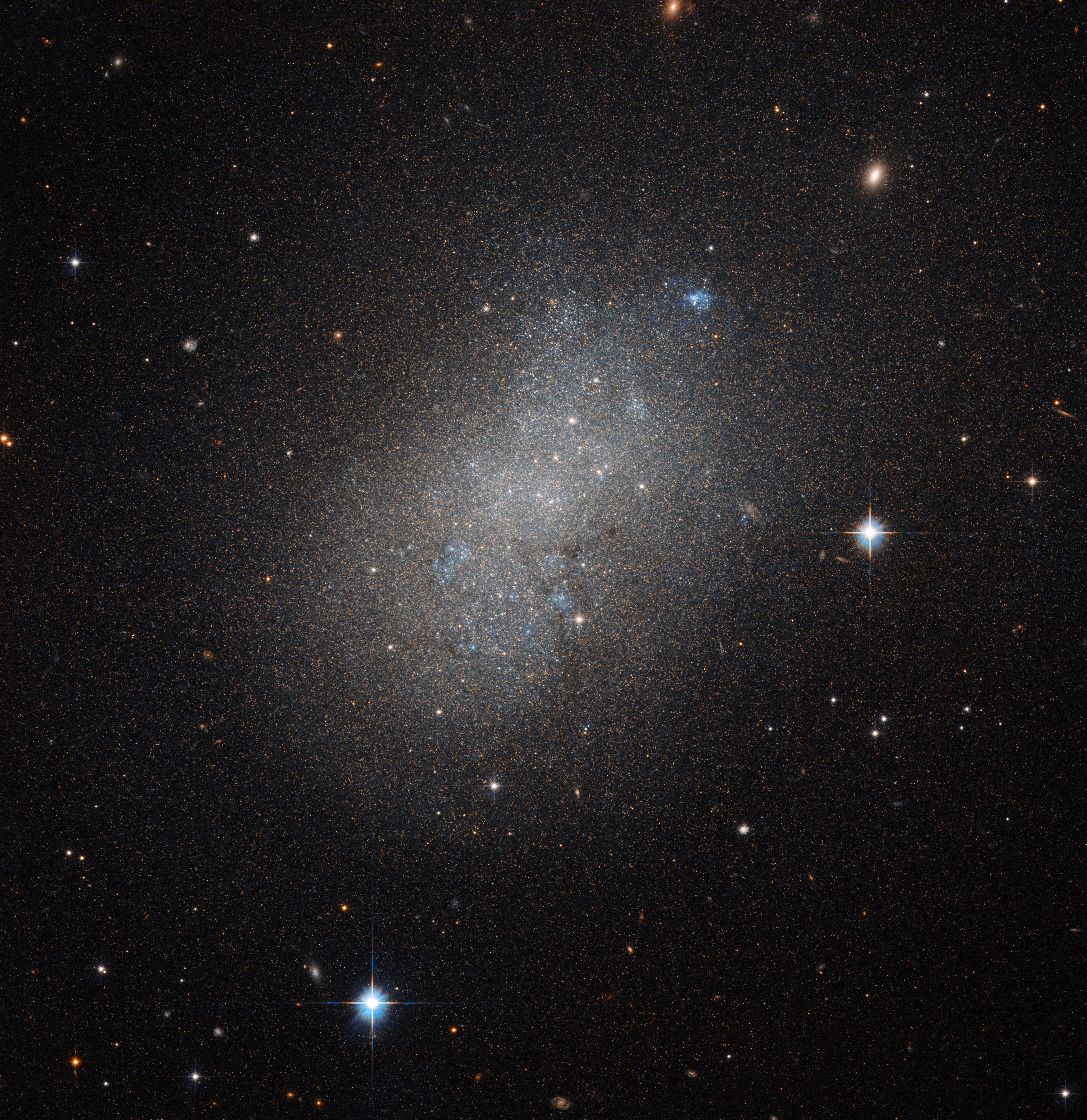
Galàxies nanes com NGC 5264 solen tenir al voltant de mil milions d'estrelles.

Una teoria afirma que la majoria de galàxies, incloses les galàxies nanes, es formen en associació amb matèria fosca, o a partir de gas que conté metalls. No obstant això, la sonda espacial Galaxy Evolution Explorer, de la NASA, va identificar noves galàxies nanes formant-se a partir de gasos amb una Metal·licitat baixa. Aquestes galàxies estaven localitzades a l'Anell de Lleó, un núvol d'hidrogen i heli al voltant de dues galàxies massives a la constel·lació del Lleó.
A causa de la seva petita mida, s'ha observat que les galàxies nanes es poden estirar i trencar en interacció amb galàxies espirals veïnes, donant lloc a corrents estel·lars i eventualment a fusió de galàxies.

## Galàxies nanes locals

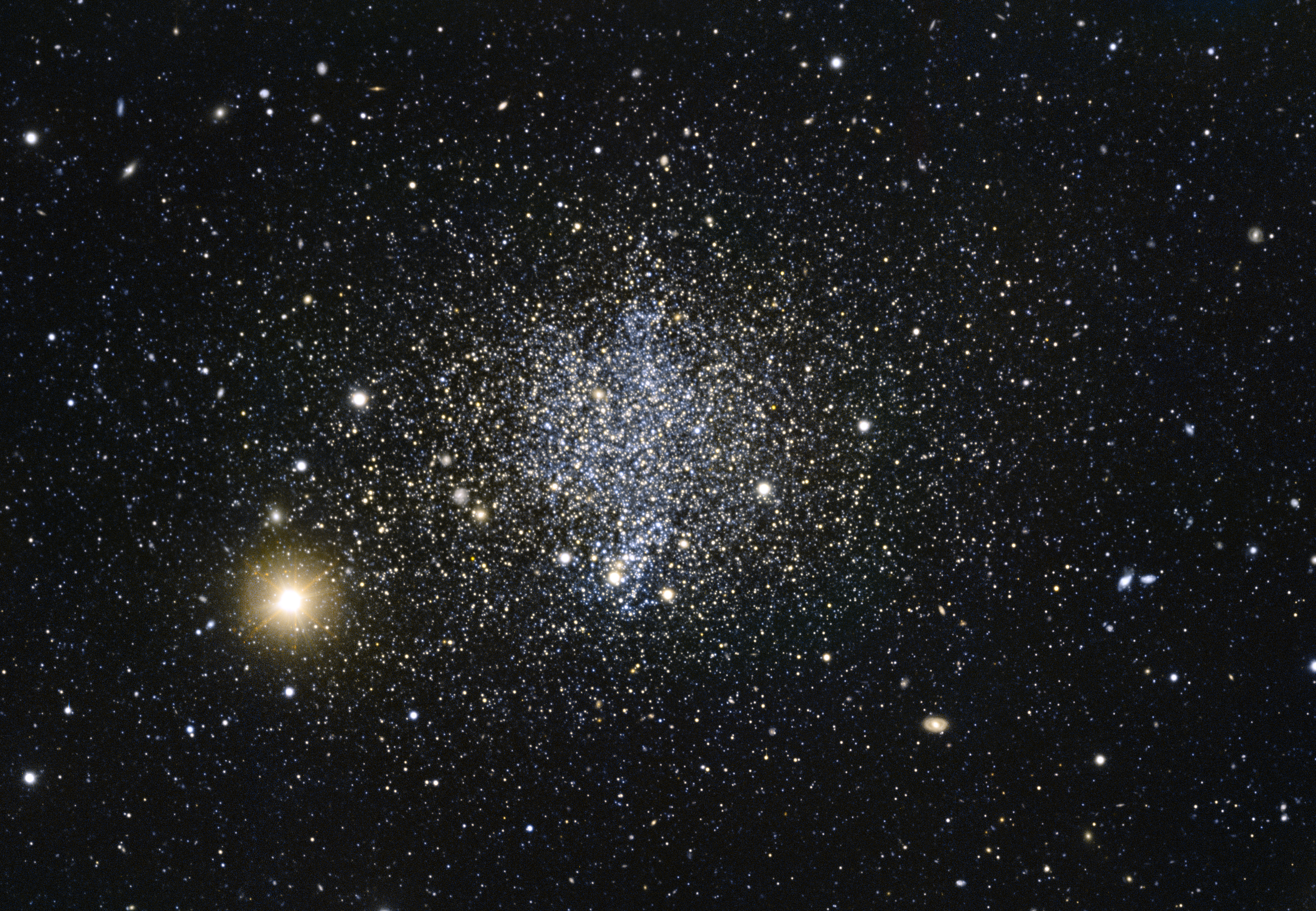
La galàxia Nana del Fènix és una galàxia nana irregular, amb estrelles més joves a les seves regions interiors i d'altres més velles als seus afores.

Hi ha moltes galàxies nanes al Grup Local; aquestes galàxies petites orbiten amb freqüència galàxies més grans, com la Via Làctia, la galàxia d'Andròmeda i la galàxia del Triangulum. Un article de 2007 apuntava que moltes galàxies nanes van ser creades per marees galàctiques durant les primeres evolucions de la Via Làctia i Andròmeda. Les galàxies nanes de marea es produeixen quan les galàxies xoquen i les seves masses gravitatòries interactuen. Els corrents de material galàctic s'allunyen de les galàxies emparentades i dels halos de matèria fosca que les envolten. Un estudi del 2018 suggereix que algunes galàxies nanes locals es van formar molt aviat, durant l'Edat Fosca en els primers mil milions d'anys després del big-bang.
Més de 20 galàxies nanes conegudes orbiten al voltant de la Via Làctia, i observacions recents també han portat els astrònoms a pensar que el cúmul globular més gran de la Via Làctia, Omega Centauri, és de fet el nucli d'una galàxia nana amb un forat negre al seu centre, que en algun moment va ser absorbit per la Via Làctia.

## Tipus comuns

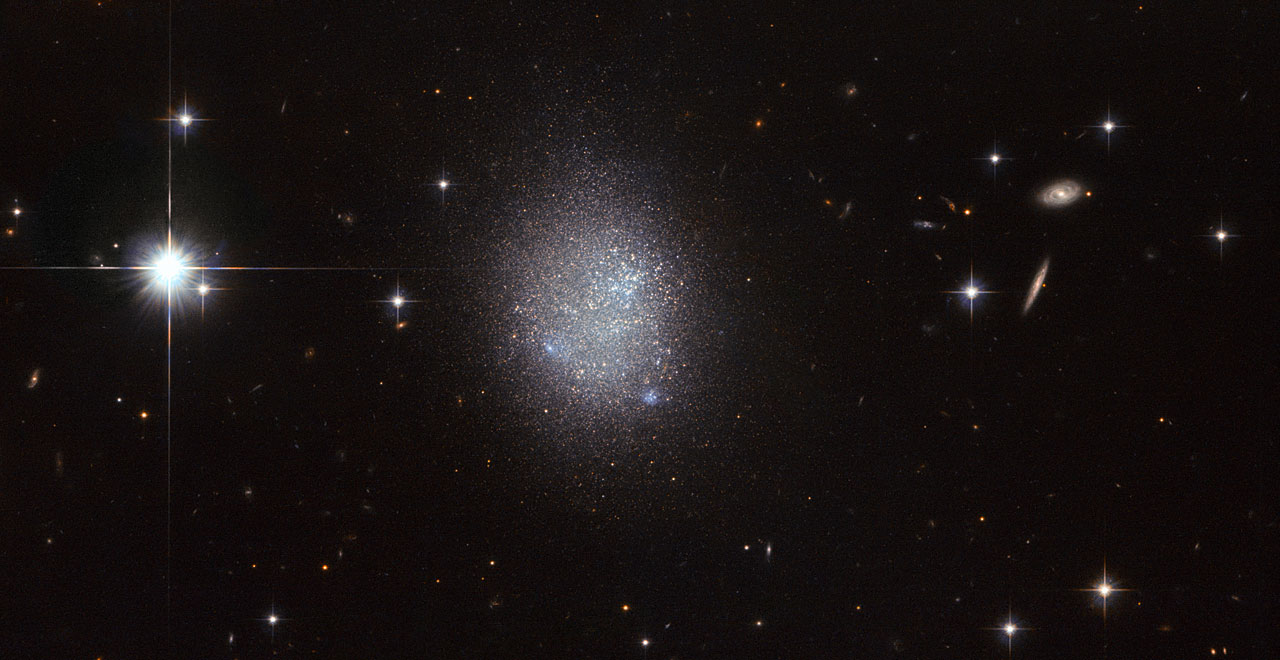
UGC 11411 és una galàxia coneguda com a galàxia nana compacta blava irregular (BCD).

- Galàxia el·líptica : galàxia el·líptica nana (dE)
- Galàxia esferoïdal nana (dSph): una vegada un subtipus d'el·líptiques nanes, ara considerades com un tipus diferent.
- Galàxia irregular : galàxia irregular nana (dIrr)
- Galàxia espiral : galàxia espiral nana (dS)[11]
- Nans tipus Magallanes
- Galàxies nanes compactes blaves
- Galàxies nanes ultracompactes

## Galàxies nanes compactes blaves

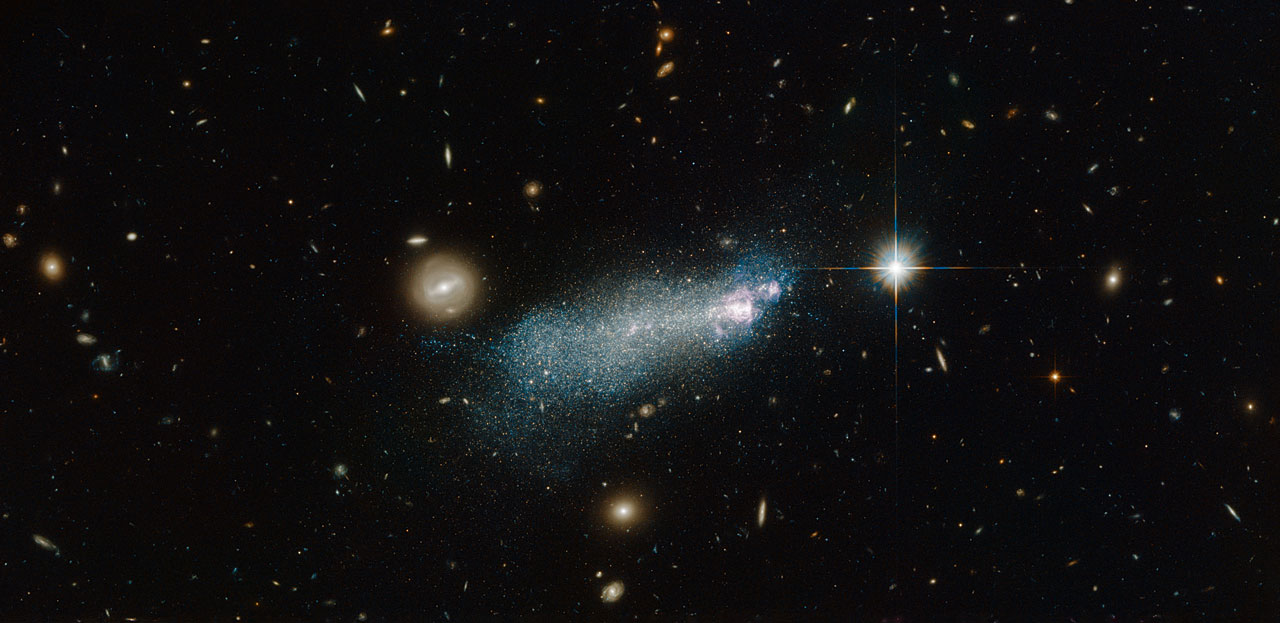
Nana compacta blava PGC 51017.

En astronomia, una galàxia nana compacta blava (galàxia BCD) és una galàxia petita que conté grans cúmuls d'estrelles joves, calentes i massives. Aquestes estrelles, les més brillants de les quals són blaves, fan que la pròpia galàxia aparegui de color blau. La majoria d'aquestes galàxies també es classifiquen com a galàxies nanes irregulars o com a galàxies lenticulars nanes. Com que estan compostes per cúmuls estel·lars, les galàxies BCD no tenen una forma uniforme. Consumeixen gas intensament, la qual cosa fa que les seves estrelles es tornin molt violentes en formar-se.
Les galàxies BCD es refreden en el procés de formació de noves estrelles. Les estrelles de les galàxies es formen en diferents períodes, de manera que les galàxies tenen temps per refredar-se i acumular matèria per formar noves estrelles. A mesura que passa el temps, aquesta formació estel·lar canvia la forma de les galàxies.
Alguns exemples propers inclouen les galàxies NGC 1705, NGC 2915, NGC 3353 i UGCA 281.

## Galàxies nanes ultra tènues
Les galàxies nanes ultra tènues (UFD) són una classe de galàxies que contenen des d'uns quants centenars a cent mil estrelles, la qual cosa les converteix en les galàxies més febles de l'Univers. Els UFD s'assemblen als cúmuls globulars (GC) en aparença, però tenen propietats molt diferents. A diferència dels GC, els UFD contenen una quantitat important de matèria fosca i són més estesos. Els UFD es van descobrir per primera vegada amb l'arribada de les enquestes digitals del cel l'any 2005, en particular amb la Sloan Digital Sky Survey (SDSS).
Els UFD són els sistemes més dominats per la matèria fosca coneguts. Els astrònoms creuen que els UFD codifiquen informació valuosa sobre l'Univers primerenc, ja que tots els UFD descoberts fins ara són sistemes antics que probablement s'han format molt aviat, només uns quants milions d'anys després del big-bang i abans de l'època de la reionització. Un treball teòric recent ha plantejat la hipòtesi de l'existència d'una població de joves UFD que es formen en un moment molt posterior que els antics UFD. Aquestes galàxies no s'han observat al nostre Univers fins al segle XXI.

## Galàxies nanes ultracompactes
Les galàxies nanes ultracompactes (UCD) són una classe de galàxies molt compactes amb densitats estel·lars molt elevades, descobertes a la dècada del 2000. Es creu que tenen un diàmetre de l'ordre de 200 anys llum i contenen uns 100 milions d'estrelles. Es teoritza que aquests són els nuclis de galàxies el·líptiques nanes nucleades que s'han despullat de gas i estrelles perifèriques per interaccions de marea, viatjant pel cor de cúmuls rics. S'han trobat UCD al cúmul Virgo, al cúmul Fornax, a Abell 1689 i al cúmul de coma, entre d'altres. En particular, s'ha trobat una mostra sense precedents de ~ 100 UCD a la regió central del clúster de Virgo per l'equip de l'enquesta de clúster de Virgo de nova generació.
Els primers estudis relativament destacats de les propietats globals dels UCD de Verge suggereixen que els UCD tenen propietats dinàmiques i estructurals dels cúmuls globulars normals. Un exemple extrem d'UCD és M60-UCD1, a uns 54 milions d'anys llum de distància, que conté aproximadament 200 milions de masses solars en un radi de 160 anys llum; la seva regió central s'empaqueta en estrelles unes 25 vegades més a prop que les estrelles de la regió de la Terra a la Via Làctia. M59-UCD3 té aproximadament la mateixa mida que M60-UCD1 amb un radi de mitja llum, r h, d'aproximadament 20 parsecs, però és un 40% més lluminós amb una magnitud visual absoluta d'aproximadament -14,6. Això fa que M59-UCD3 sigui la galàxia més densa coneguda. A partir de les velocitats orbitals estel·lars, es diu que dos UCD del cúmul de Verge tenen forats negres supermassius que pesen el 13% i el 18% de les masses de les galàxies.

## Exemples de galàxies nanes
- Nana d'Aquari
- Nana del Ca Major
- Nana de la Quilla
- Nana del Dragó
- Nana del Fènix
- Nana del Forn
- Nana de l'Ossa Menor
- Nana de Pegàs
- Nana de l'Escultor
- Nana esferoidal del Sextant
- Nana del Tucà
- Nana el·líptica de Sagitari (SagDEG)
- Nana irregular de Sagitari (SagDIG)
- I Zwicky 18
- Lleó II (galàxia nana)
- Petit Núvol de Magalhães
- NGC 1569
- NGC 1705
- Sextans A